# Бенінська кухня

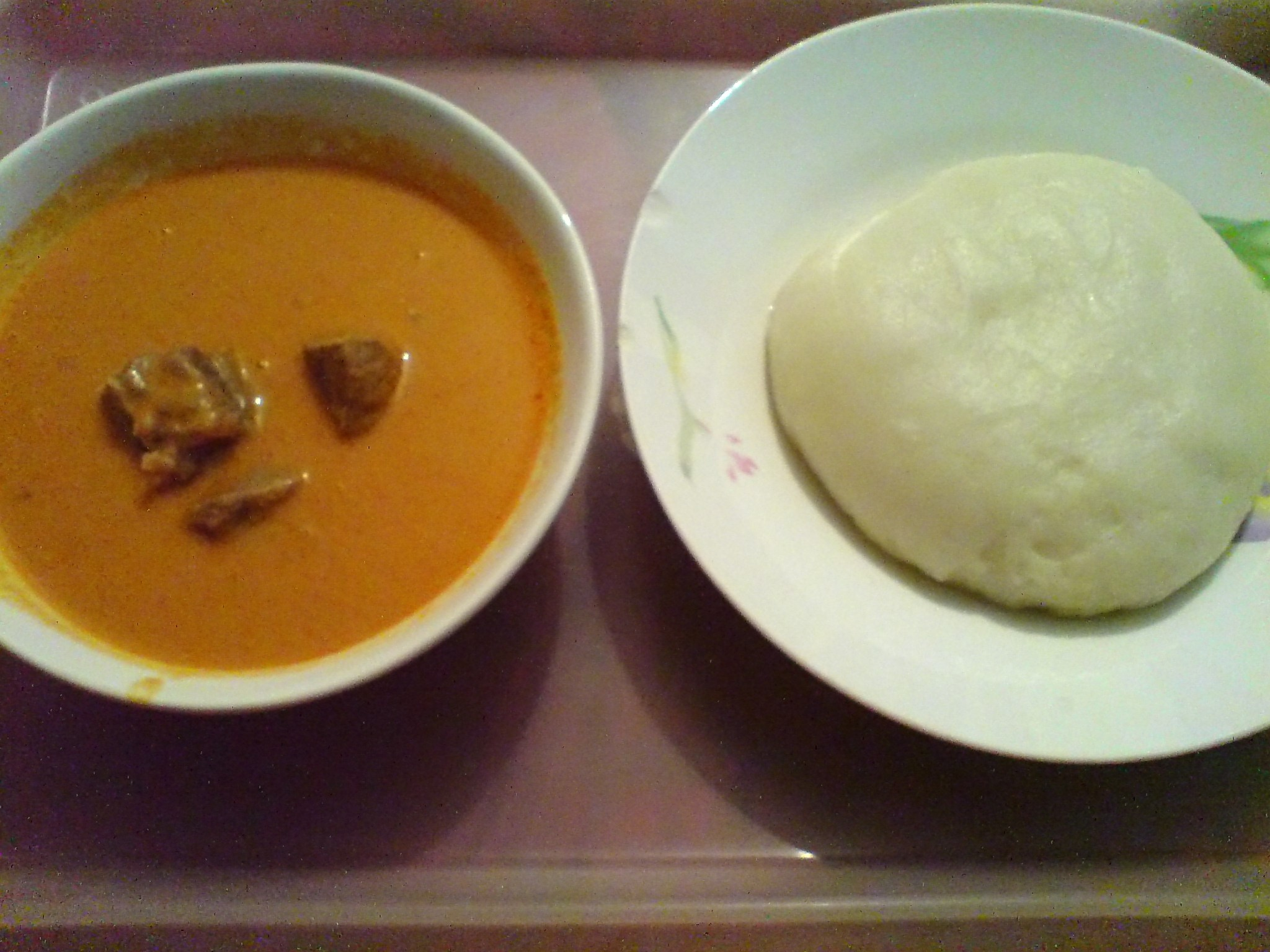
Тарілки з фуфу (праворуч) та з арахісовим супом

Бенінська кухня — традиційна кухня Беніну, відома в Африці своїми екзотичними інгредієнтами та ароматними стравами. Бенінська кухня включає в себе безліч свіжих страв, які подаються з різними соусами. М'ясо в Беніні досить дороге, і в стравах зазвичай мало м'яса і багато Рослинного жиру.

## Основна кухня
У кухні південного Беніну найпоширенішим інгредієнтом є кукурудза, яку часто використовують для приготування тіста і в основному подають з соусами на основі арахісу або томатів. Риба і курка — найпоширеніша заміна м'яса, що використовується в південній бенінській кухні, але також вживаються яловичина, свинина, козлятина і м'ясо акацієвого щура. М'ясо часто смажать на пальмовій олії. Рис, боби, помідори та кускус також є основними продуктами харчування. У кухні Беніну поширені фрукти, в тому числі мандарини, апельсини, банани, ківі, авокадо, ананаси. Фрукти дуже дешеві, а манго і банани бувають безкоштовні (оскільки ростуть і визрівають абсолютно відкрито)), зустрічається виноград, перед продажем вимочуваний у холодній воді.
Основним продуктом харчування в північному Беніні є ямс, і його також часто подають із соусами на основі арахісу або томатів. Населення північних провінцій вживає яловичину і свинину, яку обсмажують на пальмовій або арахісовій олії або готують в соусах. У деяких стравах використовується сир. Також зазвичай їдять кускус, рис, боби і такі фрукти, як манго, апельсини та авокадо).
Найпоширенішим способом приготування м'яса є смаження на пальмовій або арахісовій олії, також часто готують копчену рибу. Подрібнювачі використовуються для приготування кукурудзяного борошна, з якого роблять тісто та подають із соусами. «Куриця на рожні» — традиційний рецепт, у якому курку смажать на вогні на дерев'яних паличках.
Іноді розм'якшують коріння пальми, замочуючи їх у банку з солоною водою і нарізаним часником, а потім використовують у різних стравах.
Молочні страви не поширені, але сир додається до різних страв. Виробляється також м'який сир з козячого молока (зазвичай обсмажується)
Зі страв загальноафриканської кухні до бенінської входять рис, макаронні вироби, брошет (приготовлене на рожні) та інші.
З гарячих напоїв є тільки розчинна кава, яка вживається зі згущеним молоком; з холодних напоїв — бісап і розбавлений водою і підсолоджений натуральний лимонний сік (цитронад).
Приготування їжі здійснюється в глиняних печах (навіть у багатьох міських районах їжа готується на вулиці) та в глиняному посуді (горщиках), які використовуються для зберігання їжі та води; ці горщики зазвичай утримуються поза будинком. Приготуванням їжі, переважно, займаються жінки. Холодильники не поширені, тому більшість людей ходять за продуктами на ринок кілька разів на тиждень. Готують принаймні двічі на день: у середині дня та в кінці. На сніданок можуть подаватися розігріті залишки вечері, вживається фаст-фуд.
Французький вплив в бенінській кухні (Бенін — колишня французька колонія) зараз практично не простежується.

## Спеціальні продукти
- Сир вагасі — це оригінальний сир з коров'ячого молока, що виробляється народом фулані на півночі Беніну. Достатньо доступний у таких містах, як Параку. Це м'який сир з м'яким смаком та червоною кіркою.
- Акара — це страва, приготовлена з очищеного чорноокого гороху, сформованого в кульку, а потім обсмаженого у фритюрі на червоній пальмовій олії. Зустрічається на більшій частині території Беніну, Нігерії та Гани.

Фірмовими стравами та продуктами бенінської кухні є:
- Акаса — ферментоване кукурудзяне тісто, подається з соусом.
- Акпан — кукурудзяні галушки, що вмочуються в соус.
- Алоко — смажений плантан
- Аміво — тісто з червоної кукурудзи, часто приготоване з томатним пюре, цибулею та перцем і подане з соусом.
- Беньє — пиріг зі смаженого арахісу, приготований на олії.
- Калалу — овочевий суп з м'ясом (зазвичай козлятиною) і морепродуктів (одна з основних страв кухні Беніну).
- Тесто — кукурудзяне тісто, зазвичай просякнуте соусами.
- Фуфу — пюре з батату.
- Гаррі — страва з бульб маніоки.
- Мойо — соус з томатного соусу, цибулі та перцю, який зазвичай подають до смаженої риби.
- Ігнаме пілі — товчений батат з чилі тамбо, помідорами, цибулею, курячим консомі та арахісом з яловичиною.
- Маса — бенінський десерт, оладки з ферментованого тіста з рисового або пшоняного борошна.

До екзотичних та екстравагантних страв національної кухні Беніну відноситься їжа місцевих аборигенів — смажена сарана.

## Напої
- Чукачу або «чук» — це бенінське пиво з проса, яке зазвичай виготовляють і вживають у північному Беніні, а в південний Бенін доставляють залізничним та автомобільним транспортом.
- Содабі — часто вживаний на заходах і церемоніях лікер, приготовлений з винної пальми.

## Галерея

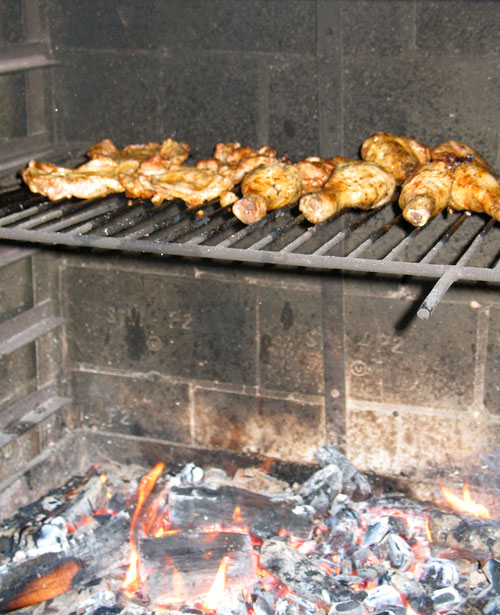
Обсмажування курки
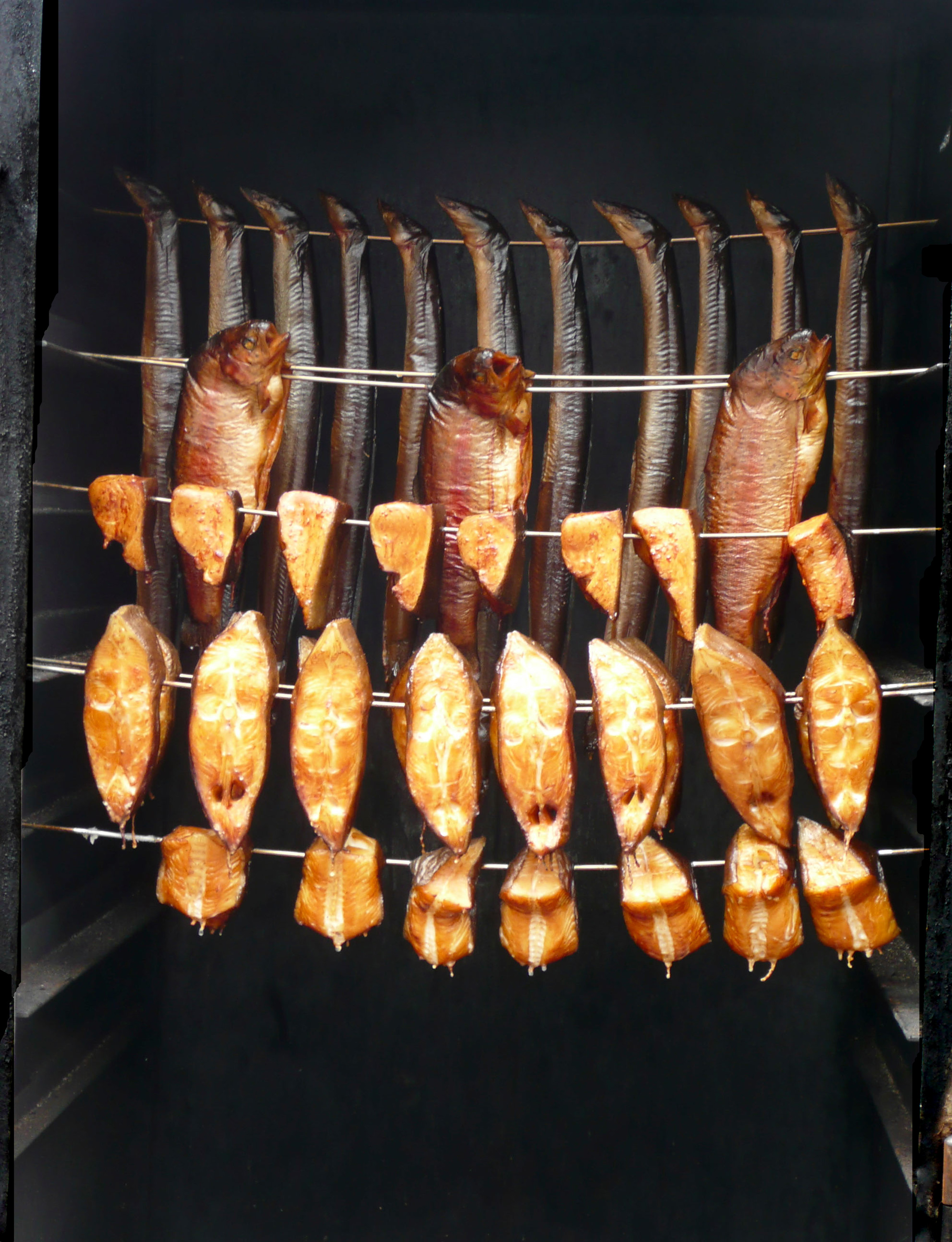
Копчення риби

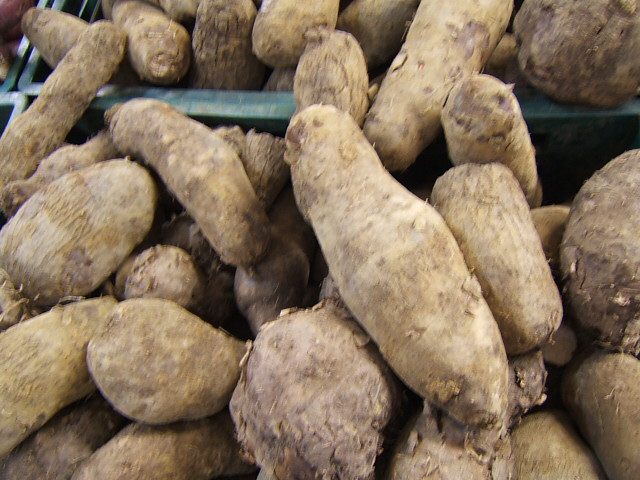
Ямс
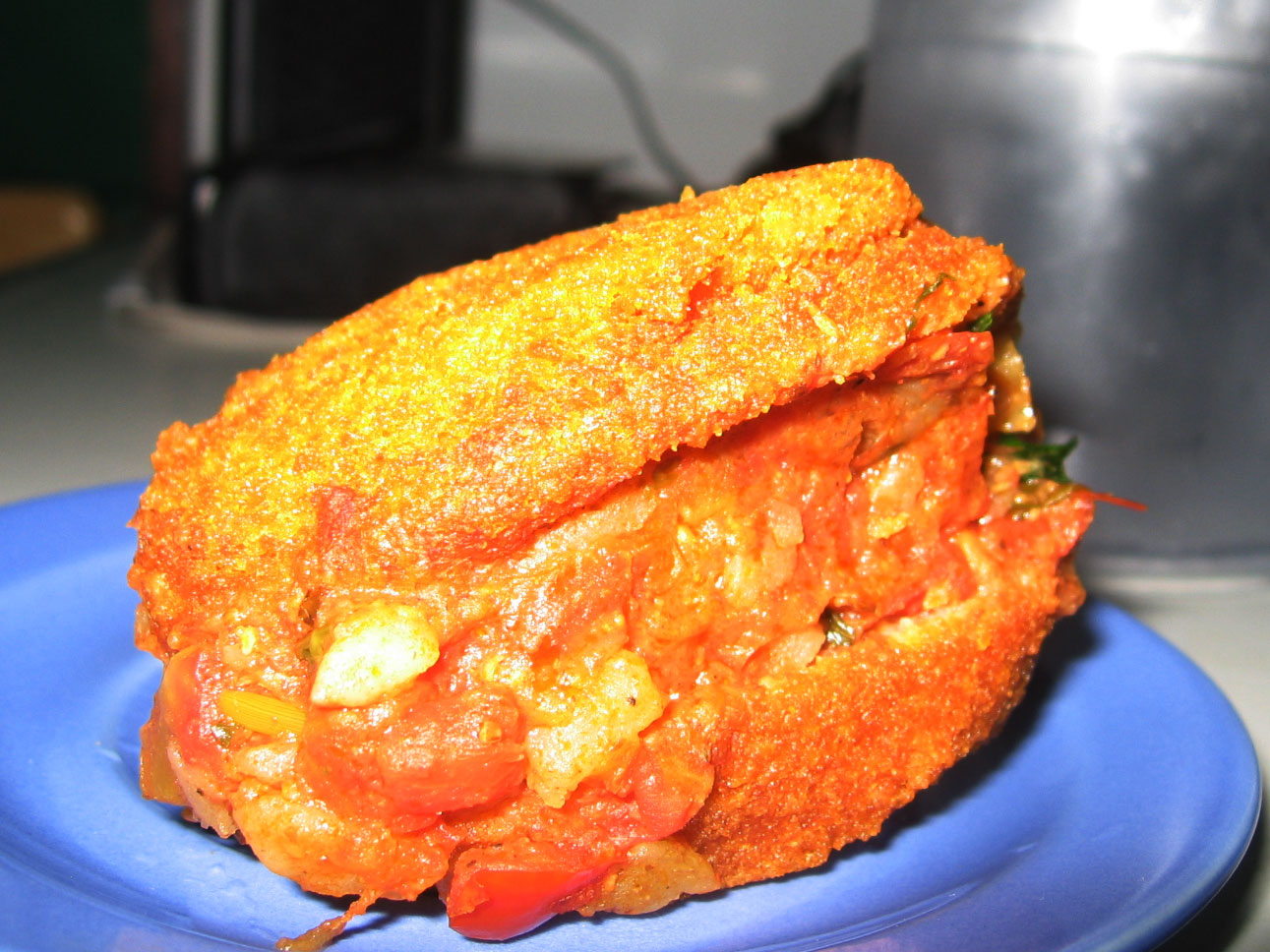
Акараже — очищений горох з чорними очками, скручений у кульку і обсмажений у фритюрі
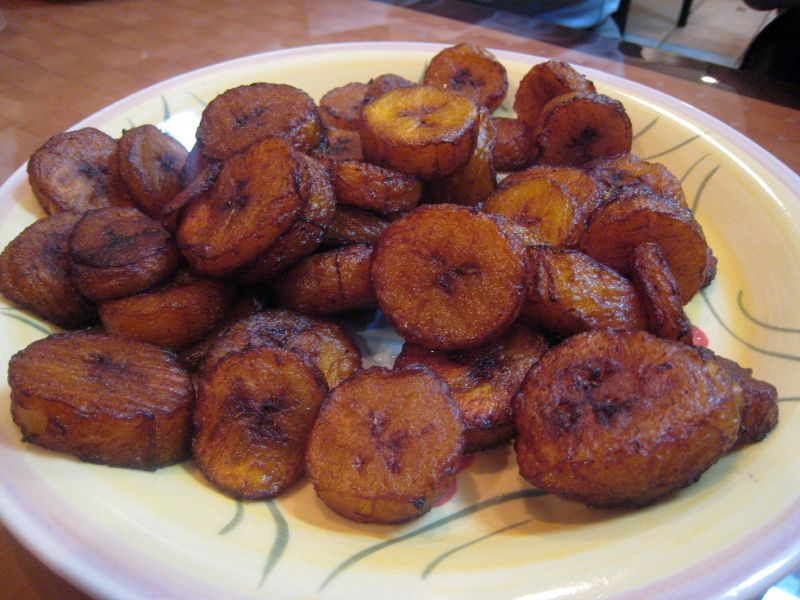
Алоко (смажений подорожник)
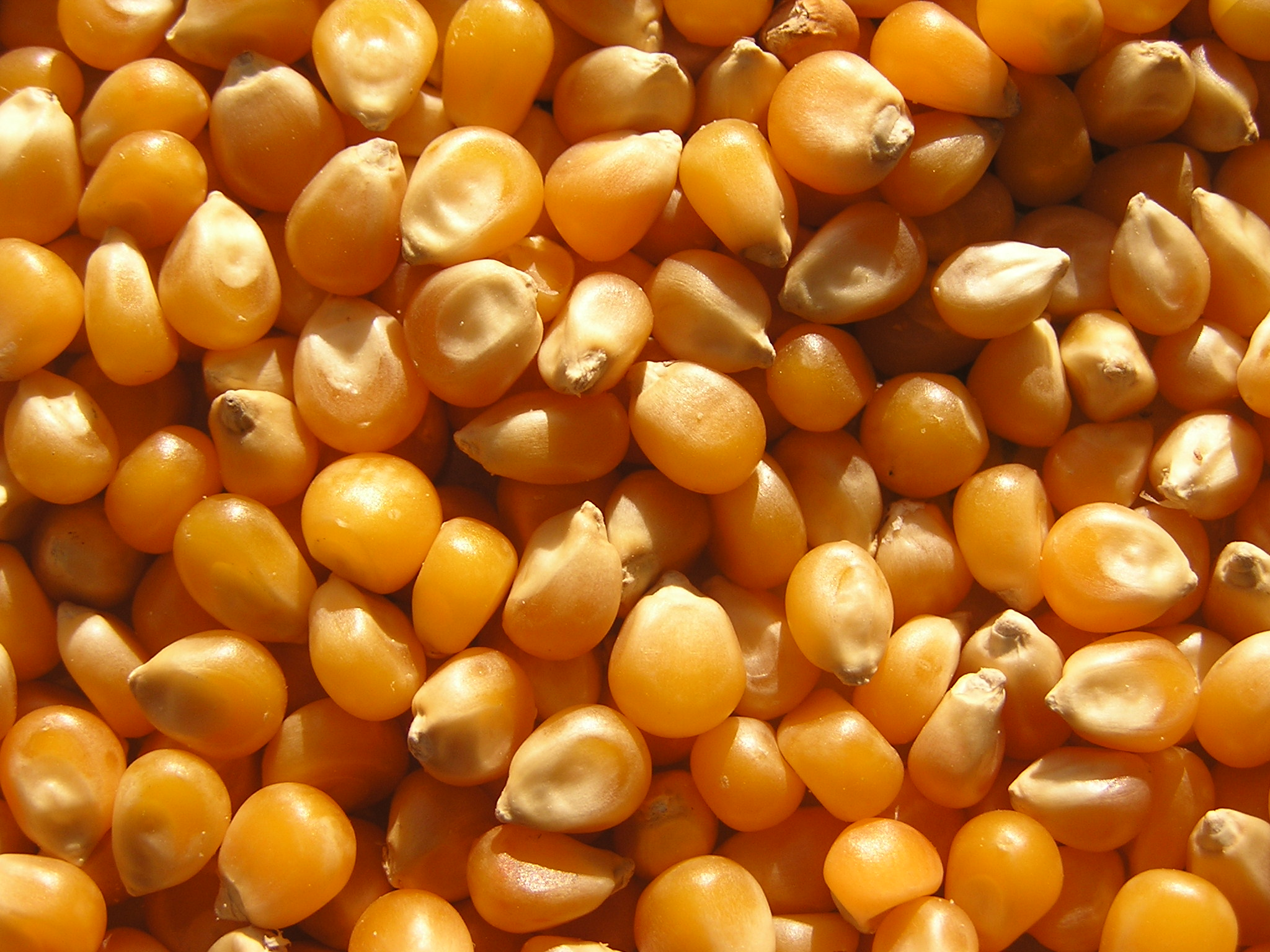
Кукурудза